# Noemí Simonetto de Portela
Noemí Simonetto de Portela (1. februar 1926 i Buenos Aires – 20. februar 2011) var en argentinsk atlet som deltog i de olympiske lege 1948 i London.
Simonetto de Portela vandt en sølvmedalje i atletik under Sommer-OL 1948 i London. Hun kom på en andenplads i konkurrencen i længdespring med et spring på 5,60 meter efter ungarske Olga Gyarmati som vandt med 5,695 meter, hvilket var en ny olympisk rekord.
Simonetto de Portela vandt 17 medaljer, hvoraf 11 var guld, i de sydamerikanske mesterskaber i atletik 1941-47